# (3364) Зденька
(3364) Зденька (чеш. Zdenka) — астероид главного пояса, открытый 5 апреля 1984 года чешским астрономом Антонином Мркосом в обсерватории Клеть и названный в честь первооткрывательницы многочисленных астероидов — чешского астронома Зденьки Вавровой.

Орбита астероида Зденька и его положение в Солнечной системе